# Германович, Иосиф Станиславович

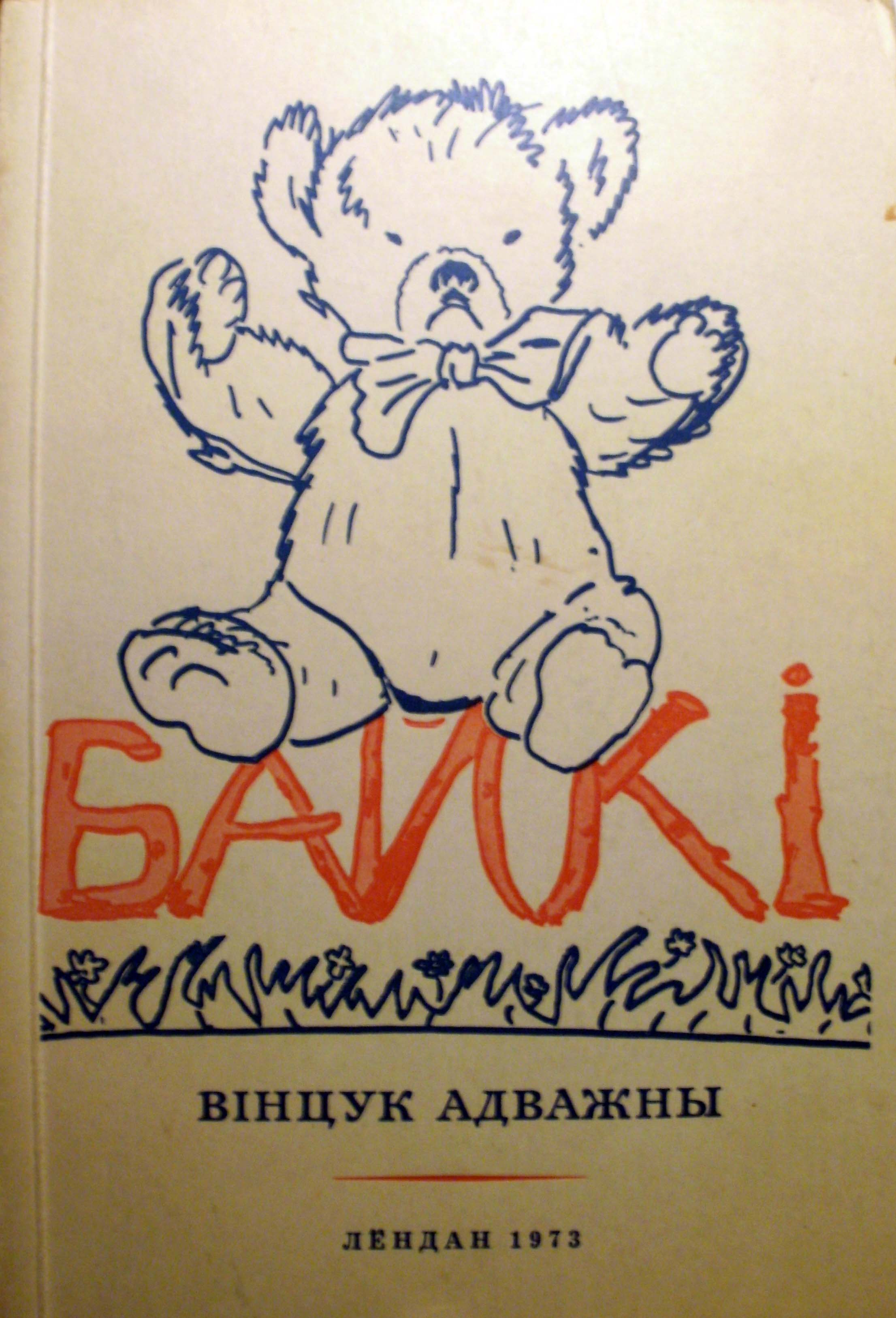
Винцук Отважный, Басни, 1973, Лондон

Иосиф Станиславович Германович MIC (бел. Язэп Станіслававіч Германовіч, пол. Józef Hermanowicz; 4 марта 1890, Гольшаны, Российская империя — 26 декабря 1978, Лондон, Великобритания) — белорусский иеромонах, католический священник византийского обряда, поэт, публицист. Известен под псевдонимом Винцук Отважный (бел. Вінцук Адважны). Работал в Русском апостолате в Русском зарубежье.

## Биография
Иосиф Станиславович Германович родился 4 марта 1890 в деревне Гольшаны Ошмянского уезда Виленской губернии. Из крестьян. Учился в Гольшанской народной школе, затем в ошмянском городском училище. В 1913 году закончил Виленскую католическую духовную семинарию, 23 июня того же года был посвящён в священнический сан. Был викарием в деревне Долистово, работал в различных приходах Белостокского деканата (Белосток, Крынки, Мстибово), в Лужках. В 1921 году вступил в «Товарищество белорусской школы», организовал белорусскую школу, проповедовал на белорусском языке, за что не раз обвинялся польской иерархией в «белорусском национализме». Был вынужден переехать в Друю, где в 1924 году вступил в Орден отцов мариан. Был пресвитером парафии, магистром новициата в друйском марианском монастыре. Преподавал Закон Божий и латинский язык в местной гимназии. Прозаические и поэтические работы Винцука Отважного регулярно публиковались в белорусских периодических изданиях (Chryścijanskaja Dumka, Krynica).
В 1932 году был отправлен в Харбин для помощи в миссии для русских, руководимой архимандритом Фабианом Абрантовичем. В 1932 году возглавил лицей Святого Николая Чудотворца, сменив на посту директора священника Диодора Колпинского, уехавшего для работы в Русской католической миссии в Шанхае. Несмотря на административную принадлежность лицея к Католической Церкви, в него принимали мальчиков независимо от религиозной или этнической принадлежности. Вместе с Германовичем в Харбин прибыл монах Антоний Аниськовский. В 1935 году из Европы в Харбин прибыл иеромонах Владимир Мажонас, осенью приехали иеромонахи Косьма Найлович, Фома Подзява и два брата Станислав Багович и Бронислав Заремба.
Из-за проблем со здоровьем, вызванных непривычным для европейца китайским климатом, Иосиф Германович был вынужден 19 декабря 1935 уехать на лечение в Европу, вначале в Марсель, потом в Рим. В 1936 году он вернулся в Вильню, где руководил марианским домом студентов.
В 1938 году вместе со студентами о. Иосиф был депортирован в центральную Польшу, после чего в 1939 году вновь отправился в Харбин.
После прихода коммунистов к власти в Китае, священники — руководители лицея старались держаться и продолжать своё служение. На постоянном содержании русской католической Миссии в Харбине к 1948 году находилось 202 мальчика в лицее и 310 девочек в приюте.
Китайские власти передали Иосифа Германовича советским властям и он приговорён к 25 годам сибирских лагерей. Освобождён после смерти Сталина и выслан в Польшу. Некоторое время он жил в монастыре на севере Польши, затем получил разрешение выехать в Рим (1959 год).
Находясь в Риме, Германович написал краткую историю Харбинской миссии, публиковался в периодическом издании белорусской эмиграции «Źnič». В 1960 году он был среди депутатов Съезда белорусского духовенства византийского обряда, проходившего под председательством апостольского визитатора для русских и белорусских католиков в эмиграции, архиепископа Болеслава Слосканса (1893—1981), сохранявшего в эмиграции полномочия администратора Могилевской митрополии.
В 1957 г. Германович совместно с будущим епископом Чеславом Сиповичем приступил к созданию издательства «Божым шляхам», в 1964—1974 гг. он редактировал одноименный лондонский журнал.
Последние годы жизни Германовича прошли в Лондоне в приходе Петра и Павла при марианской миссии. Свои лагерные воспоминания изложил в книге «Кітай — Сібір — Масква», опубликованной на белорусском, итальянском, польском, литовском и русском языках.
Умер в 1978 году в Лондоне. Похоронен на кладбище св. Панкратия.